# Dal–Västra Värmlands Järnväg
Dal–Västra Värmlands Järnväg (DVVJ), med smeknamnet De Vackra Vyernas Järnväg, mellan  Mellerud och Arvika, 158 km, samt bibanan Beted–Skillingsfors Skillingmarksbanan, 19 km, stod i sin helhet färdig 1928. Delar av banan används för godstrafik och turisttrafik, medan den reguljära persontrafiken lades ned 1985/1986. Anledningen till att banan byggdes var delvis transportbehovet från industrierna längs Dalslands kanal. Vintertid var sjövägarna frusna och ofarbara och vägarna var små och inte anpassade för den mängd transporter som behövdes. Detta gjorde att året runt-transporter försvårades, vilket var ett tungt argument för att bygga en järnväg.
Sträckan mellan Mellerud och Billingsfors är fortfarande i drift för godstrafik med Trafikverket som banansvarig, delen mellan Billingsfors och Bengtsfors förvaltas av Stiftelsen Dal–Västra Värmlands Järnväg. Stiftelsen kör turisttrafik mellan Mellerud och Bengtsfors under sommaren och chartertrafik resten av året. Mellan Bengtsfors och Årjäng ligger spåren kvar och stiftelsen underhåller och arrangerar dressincykling. Järnvägen norr om Årjäng revs upp 1989. Banan går på åtskilliga ställen nära Dalslands kanal och har tre öppningsbara broar.

## Historia
Diskussioner om järnvägar i norra Dalsland och sydvästra Värmland började i slutet på 1800-talet efter att Dalslands Järnväg, Nordvästra stambanan, Bergslagernas Järnvägar och något senare Uddevalla–Lelångens Järnväg öppnades. Efter unionsupplösningen 1905 tog diskussionerna ny fart och mellan 1906 och 1912 inlämnades sex koncessionsansökningar för området. En koncessionsansökan för normalspårig järnväg mellan Mellerud och Billingsfors hade lämnats in den 3 november 1906 men den avslogs 1911 efter protester från Uddevalla–Lelångens Järnväg. En ny koncession inlämnades den 15 april 1912 med en förlängd sträckning till Arvika på Nordvästra stambanan via Årjäng och Koppom och två bibanor Mosserud – Töcksfors och Blomskog – Lennartsfors. Den 11 oktober 1913 rekommenderades två förslag Dal–Västra Värmlands Järnväg som fick koncession från Mellerud vid Bergslagernas Järnvägar till Arvika på Nordvästra stambanan med en bibana Järnskog – Skillingsfors och en annan koncession för Åmål–Årjängs Järnväg mellan Åmål och Årjäng.
Koncessionen överlämnades till Dal – Västra Värmlands Järnvägsaktiebolag som bildades den 2 november 1914. Aktier tecknades for 4,74 miljoner kronor och banan beräknades kosta 9,2 miljoner kronor. Det skrevs ett avtal med Bergslagernas Järnvägar om trafikering i 30 år med deras rullande material. Efter renstakning av banan flyttades byggstarten till 1917 och projektet delades, sträckan mellan Billingsfors och Arvika med bibana skulle finansieras med ett statligt lån på 5,6 miljoner kronor ur bibanefonden och sträckan mellan Mellerud och Billingsfors skulle finansieras av bolaget och ett lån på 1,6 miljoner kronor med Bergslagernas Järnvägar som borgenär. Kostnaderna översteg beräkningarna, det fanns materialbrist och arbetskonflikter. Den första sträckan mellan Mellerud och Billingsfors öppnade för provisorisk trafik 1923. I slutet på 1927 var hela banan öppen för provisorisk trafik och den öppnade för allmän trafik den 1 mars 1928. Kostnaden blev 16 miljoner kronor.

### Konkurs och försäljning
Låneskulden var för stor och bolaget gick i konkurs den 8 juni 1936. Riksgäldskontoret tog över och förvaltade bolaget till den 1 september 1937 när Bergslagernas Järnvägar köpte järnvägen för 3,4 miljoner kronor. Järnvägen placerades i ett dotterbolag Järnvägsaktiebolaget Dal – Västra Värmland tillsammans med Åmål-Årjängs Järnväg som Bergslagernas Järnvägar också hade köpt från Riksgäldskontoret efter att också det bolaget hade gjort konkurs.
Svenska staten köpte Bergslagernas Järnvägar med dotterbolaget Järnvägsaktiebolaget Dal–Västra Värmland den 1 juli 1947 och driften överförs till Statens Järnvägar den 1 juli 1948.

### Trafik
Bergslagernas Järnvägar trafikerade banan med sina järnvägsfordon enligt avtal ända fram till att staten köpte och Statens Järnvägar (SJ) tog över driften 1948.

#### Reguljärtrafikens upphörande
Den första trafiken som upphörde var godstrafiken mellan Gustavsfors och Årjäng den 1 juni 1958, följd av godstrafiken mellan Bengtsfors och Gustavsfors den 1 juni 1975. Efter ett ras vid Vännacka upphörde godstrafiken mellan Årjäng och Jössefors Östra den 31 juli 1985. Godstrafiken mellan Billingsfors och Bengtsfors upphörde den 27 augusti 1986 och på den norra delen mellan Jössefors Östra och Gilserud den 1 oktober 1989.
Persontrafiken mellan Bengtsfors och Arvika upphörde 9 juni 1985, innan raset vid Vännacka, och på sträckan mellan Mellerud och Bengtsfors den 31 augusti 1986.

### Banan
Banan byggdes normalspårig 1 435 mm och den största hastigheten vid öppnandet var mellan 45 och 65 kilometer i timmen beroende på rälstyp. När Statens Järnvägar tog över driften bytes rälerna och hastigheten för motorvagnar blev 80 kilometer i timmen medan loktågen var begränsade till 55 kilometer i timmen. Det byggdes lokstall med vändskivor vid Bengtsfors Östra, Årjäng, Beted och Arvika och enbart lokstall i Mellerud. Det fanns 11 broar över vattendrag varav 4 gick över Dalslands kanal och 5 planskilda vägkorsningar.
Spåren på sträckan norr om Årjäng till Jössefors Östra revs 1989 men större delen av banvallen finns kvar som mindre vägar. Sträckan från Jössefors Östra till Gilserud låg kvar som industrispår till 1993. Banan mellan Bengtsfors och Årjäng används för dressincykling och Mellerud – Bengtsfors finns kvar som trafikerad järnväg.
Stiftelsen Dal–Västra Värmlands Järnväg tog över underhållet norr om Billingsfors till Årjäng 1987 och staten via Trafikverket, efterföljare till Banverket, har fortfarande ansvar för underhållet i Billingsfors och söderut till Mellerud.
Efter en urspårning av ett godståg vid Åsensbruk 2011 utförde Trafikverket 2012 underhåll på sträckan där underhållet är eftersatt eftersom banan är klassad som lågtrafikerade järnväg med tveksamt samhällsekonomiskt motiverad trafik.

### Skillingmarksbanan
Bibanan till Skillingsfors, Skillingmarksbanan, öppnades för allmän trafik den 1 mars 1928 samtidigt som huvudbanan. Stationen i Skillingsfors hade lokstall och vändskiva. Högsta hastigheten var 40 kilometer i timmen. Det sista persontåget gick den 27 maj 1961 och tidtabellslagd godstrafik hade upphört 1958. Banan revs, men broläget över Kölaälven med delar av sträckningen runt bron användes för länsväg S 622. Resten av banvallen öster om Vadjungen är en mindre väg.

## Stiftelsen Dal–Västra Värmlands Järnväg
När persontrafiken upphörde 1986 bildade Bengtsfors och Melleruds kommuner Stiftelsen Dal–Västra Värmlands Järnväg för att driva linjetrafik under sommaren, chartertrafik och dressincykling mot Värmlandsgränsen. Turisttrafiken med rälsbussar som fortfarande pågår startade 1987 mellan Mellerud och Bengtsfors och i Bengtsfors/Håverud finns anslutning till kanalbåtarna på Dalslands kanal. Årjäng kommun ingår i stiftelsen sedan 1990 när dressincykling förlängdes till Årjäng. Stiftelsen svarar för banunderhållet norr om Billingsfors. Utöver tågtrafik och dressinuthyrning utför stiftelsen entreprenad och uthyrningsverksamhet vilket utgjorde ungefär hälften av omsättningen 2010. Normalt körs trafiken med Y1-motorvagnar men man har klassiska Y7-rälsbussar som reserv fordon. Tidigare körde man med Y7 motorvagnar på lördagar men så är det inte numera.

## Upprustning
I december 2013 stoppade Trafikverket all trafik på sträckan Mellerud-Bengtsfors sedan mätningar visat att spåret var i så dåligt skick att risken för urspårningar var stor. Det behövdes en rejäl upprustning av banan men det var Trafikverket inte så intresserade av. Det blev stora protester mot att Trafikverket ville lägga ned banan och bland annat startades en namninsamling som fick in över 4000 underskrifter. Västra Götalandsregionen valde att gå in med 32,5 miljoner kronor och då bestämde sig Trafikverket att satsa en lika stor summa vilket gjorde att banan rustades för totalt 65 miljoner kronor.

## Nutid
Godstrafik finns mellan Billingsfors och Mellerud där Rexcell i Skåpafors är den största godskunden. Det är samma sträcka som omfattades av den första koncessionsansökningen år 1906. Sommartid körs turisttrafik på sträckan Bengtsfors - Mellerud ToR med Y1 motorvagnar i samarbete med företaget som kör båttrafik på Dalslands kanal.